# 多久安順
多久 安順（たく やすとし）は、安土桃山時代から江戸時代前期にかけての武将。龍造寺氏、鍋島氏の家臣。多久鍋島家（後多久氏）初代当主。

## 略歴
永禄9年（1566年）あるいは永禄6年（1563年）、龍造寺長信の子として誕生。初名は龍造寺家久。初代多久邑主となり、多久長門安順と名乗る。正室は鍋島直茂次女・千鶴。
文禄・慶長の役に参加、その引き揚げの時、朝鮮から同行した陶工の李参平らを多久で預かり、肥前国磁器（伊万里焼）の源流を作った。関ヶ原の戦いでは、主家に従い西軍に属しながら、徳川家康に大量の米を送った。慶長12年（1607年）に龍造寺高房が死去し、龍造寺氏本家が断絶すると、それを引き継いだ鍋島氏に重用され、親族と同等の待遇を得た、佐賀藩請役を務めた。
寛永11年（1634年）、高房の子・伯庵が龍造寺季明と名乗り、3代将軍・徳川家光に佐賀藩領は龍造寺氏のものであると主張した時、安順が出府した。また、庶子である季明（伯庵）が継ぐのであれば自分の方が正統であると言いくるめ、幕府に鍋島氏の支配の正当性を主張した。
寛永18年（1641年）、死去。跡を養子・茂辰（後藤茂富の子）が継いだ。他の養女として伊勢菊（神代常利室）がいる。